# 克里斯蒂安·伯克兰
克里斯蒂安·奥拉夫·伯恩哈尔·伯克兰（挪威語：Kristian Olaf Bernhard Birkeland，1867年12月13日—1917年6月15日），又译比尔克兰，挪威科学家。他最负盛名的成就是阐明了极光的原理。为了获得研究极光的资金，他还发明了線圈砲和从空气中固氮的伯克兰-艾德电弧法。伯克兰被提名诺贝尔奖达七次之多。

## 生平
1867年，伯克兰出生在克里斯蒂安尼亚（今奥斯陆），他在18岁时即发表第一篇学术论文。1905年5月，伯克兰与艾达·夏洛蒂·汉默（Ida Charlotte Hammer）结婚，两人膝下无子，这段婚姻最终因伯克兰太醉心于工作而在1911年破裂。
1913年，受健康问题困扰，伯克兰决定离开寒冷的克里斯蒂安尼亚，移居埃及（选择埃及的另一原因是他在当地可以进行黄道光的研究）。1917年3月，伯克兰与友人自埃及出发，取道远东返回挪威。途径日本时他访问了东京帝国大学（今东京大学）。在访学期间伯克兰结识了物理学者寺田寅彦（两人此前曾在克里斯蒂安尼亚有过照面），并在后者的推荐下入住了距离学校不远的上野精养轩（本店）:203—208。1917年6月16日，伯克兰被发现死在了酒店房间里。由于受到严重偏执狂的折磨，伯克兰此前时常使用佛罗拿辅助睡眠。一份验尸报告指出伯克兰死前服用了10克左右的佛罗拿，远超应服的0.5克。具体的死亡时间据估计是1917年6月15日早上7点。由于他死前的精神状态，一些人猜测他可能是死于自杀。寺田寅彦将伯克兰访学期间的事迹写成了随笔《B教授之死》。

## 研究

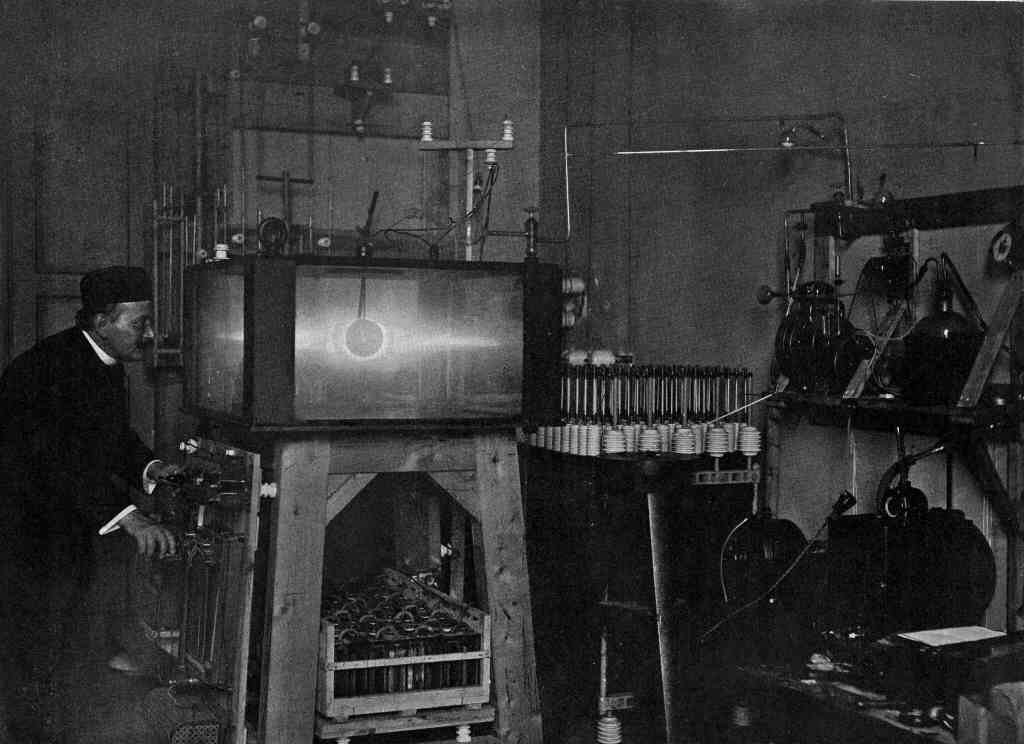
克里斯蒂安·伯克兰和他的小地球实验

伯克兰组织过多次前往挪威高纬度地区的科学考察，在该地区建立起了观察网络，用以收集极光发生区域的磁场数据。其中1899年至1900年间挪威极地考察结果包含了依据极地地区地磁场测量数据给出的第一个地電流全球模型。X射线的发现激起了伯克兰的兴趣，他制造了一个真空室用以研究磁场对阴极射线的影响。伯克兰注意到引向磁化小地球（一种模拟地球磁场的电学设备） 的电子流将自动的流向磁极，同时产生一圈光晕，因此他断定极光也是依据相同原理产生的。他发展了一套理论，认为高能电子从太阳表面的黑子中发射出来，到达地球后被地磁场引向极区，从而产生极光。
资金缺乏是伯克兰研究事业的一大阻碍。认识到科技发明能为自己带来财富后，他开发了线圈炮，并和几个投资人一起组建了一家枪械公司。但是他的线圈炮一直未能像他设想的一样工作（他希望枪口初速能达到600m/s），他得到的最好结果也只有100m/s，使得投射物的最大射程仅为1千米。于是他把自己的产品重命名为“空中鱼雷”，同时安排了一次公开演示，希望籍此机会把公司卖掉。不幸的是，演示进行时其中一个线圈发生短路，产生的感应电弧致使演示失败。
演示失败一周后，伯克兰遇到了工程师山姆·艾德。后者劝说他肥料生产领域需要他这样的电学人才。于是伯克兰放弃了枪械研究，转而与艾德合作开发出了伯克兰-艾德电弧固氮法（Birkeland-Eyde process），为两人带来了丰厚的利润，随后两人合伙创办挪威水电集团。伯克兰在资金充裕后又投向科研事业。
1913年，伯克兰预言到等离子体在宇宙中很常见。他写道：“从我们的观点出发，假定宇宙中充斥着各式各样的电子与带电离子将是一个自然结果。我们认定每一个恒星系统在演化过程中都会释放大量的带电粒子到宇宙空间中。因此我们有理由相信，宇宙中的大部分物质不会存在于太阳系或是星云内部，反而应该存在于‘真空的’宇宙空间里。”
1916年，伯克兰又预言到太阳风和电场中的带电粒子具有相同性质：“从符合自然规律的角度看来，太阳辐射可能不仅仅包含负极与正极射线中的一种，而应该两种都有。”换句话说，他认为太阳风中同时包含负电子和正离子。
伯克兰认为极区电流——今天称为极光电喷流——与沿着地磁场在极区进出的电流系统有关。他在著作《1902-1903年挪威极光考察》（The Norwegian Aurora Polaris Expedition 1902-1903）给出了这种场向电流的图解。伯克兰对场向电流的看法在其后的四分之一个世纪间一直存有争议，因为他的理论无法通过地面观测证实。
1963年，一枚美国海军卫星上搭载的磁力计在几乎每一个高纬度地区都观测到了磁扰现象。最初人们认为磁扰是由阿尔文波造成的，但很快就意识到场向电流，或称伯克兰流才是其真正成因。第一个精确的极区伯克兰流构造图在1974年由A·J·兹穆达（A.J. Zmuda）和J·C·阿姆斯特朗（J.C. Armstrong）完成，佐藤哲也、飯島健及T·A·波特玛（T. A. Potemra）等人在1976年又对其进行了改良。

## 影响
- 克里斯蒂安·伯克兰的头像和研究成果出现在200克朗面额的挪威纸币上。